# Équipe d'Union soviétique féminine de handball
Maillots
Dernière mise à jour : 5 janvier 2025.
L'équipe d'URSS de handball féminin représentait la Fédération soviétique de handball lors des compétitions internationales, notamment aux tournois olympiques et aux championnats du monde.

## Parcours en compétitions internationales

### Jeux olympiques
- Médaille d'or aux Jeux olympiques d'été de 1976 à Montréal,  Canada
- Médaille d'or aux Jeux olympiques d'été de 1980 à Moscou,  Union soviétique
- Boycott des Jeux olympiques d'été de 1984 à Los Angeles,  États-Unis
- Médaille de bronze aux Jeux olympiques d'été de 1988 à Séoul,  Corée du Sud
- Médaille de bronze aux Jeux olympiques d'été de 1992 à Barcelone,  Espagne

### championnats du monde
- 6e place au Championnat du monde 1962
- forfait au Championnat du monde 1965[1]
- non qualifiée au Championnat du monde 1971[2]
- Médaille de bronze au Championnat du monde 1973
- Médaille d'argent au Championnat du monde 1975
- Médaille d'argent au Championnat du monde 1978
- Médaille d'or au Championnat du monde 1982
- Médaille d'or au Championnat du monde 1986
- Médaille d'or au Championnat du monde 1990

### Autres compétitions
- Vainqueur du tournoi remplaçant le Championnat du monde 1968 (de)
- Vainqueur du Championnat du monde junior en 1979 (en), 1981 (en), 1983, 1985 (en), 1987 (en), 1989 (en) et 1991 (en)
- Vainqueur des Jeux de l'Amitié en 1984 (en)
- Vainqueur des Goodwill Games de 1986

## Effectifs médaillés

### Effectiftroisième du championnat du monde 1973
- Lioubov Balan
- Larissa Bobrova
- Lioudmila Bobrous
- Lioudmila Choubina (en)
- Anele Goncharova
- Valentina Gordievskaïa
- Maria Litochenko
- Nadejda Losbina
- Tatiana Makarets
- Tatiana Mirochnik
- Svetlana Pintchouk
- Rita Sainkaïté
- Natalia Tcherstiouk
- Zinaïda Tourtchyna
- Nadejda Tyenina
- Halina Zakharova

Sélectionneur
- Igor Tourtchyne

### Effectifvice-champion du monde 1975
- Larissa Bobrova
- Lioudmila Bobrous
- Svetlana Bodrova
- Lioudmila Choubina (en)
- Svetlana Doubinina-Pintchouk
- Tatiana Glouchtchenko
- Nadejda Ichtchenko
- Maria Litochenko
- Tatiana Makarets
- Lioudmyla Pantchouk
- Sofia Tafteleva
- Natalia Tcherstiouk
- Zinaïda Tourtchyna
- Halina Zakharova

Sélectionneur
- Igor Tourtchyne

### Effectifchampion olympique en 1976
- Lioubov Berejnaïa
- Lioudmila Bobrous
- Aldona Česaitytė
- Rafiga Chabanova
- Lioudmila Choubina (en)
- Tatiana Glouchtchenko
- Larissa Karlova
- Maria Litochenko
- Nina Lobova
- Tatiana Makarets
- Lioudmyla Pantchouk
- Natalia Tcherstiouk
- Zinaïda Tourtchina
- Halina Zakharova

Sélectionneur
- Igor Tourtchyne

### Effectifvice-champion du monde 1978
- Natalia Timochkina
- Zinaïda Tourtchyna
- Lioubov Berejnaïa
- Tatiana Kotchergina
- Lioudmila Bobrous
- Tatiana Glouchtchenko
- Aldona Nenėnienė
- Larissa Karlova
- Svetlana Doubinina-Pintchouk
- Olga Jatrotcheva
- Halina Kolotilova
- Irina Paltchikova
- Halina Chmarova
- Sigita Strečen
- Larissa Soubar
- Olga Zoubareva

Sélectionneur
- Igor Tourtchyne

### Effectifchampion olympique en 1980

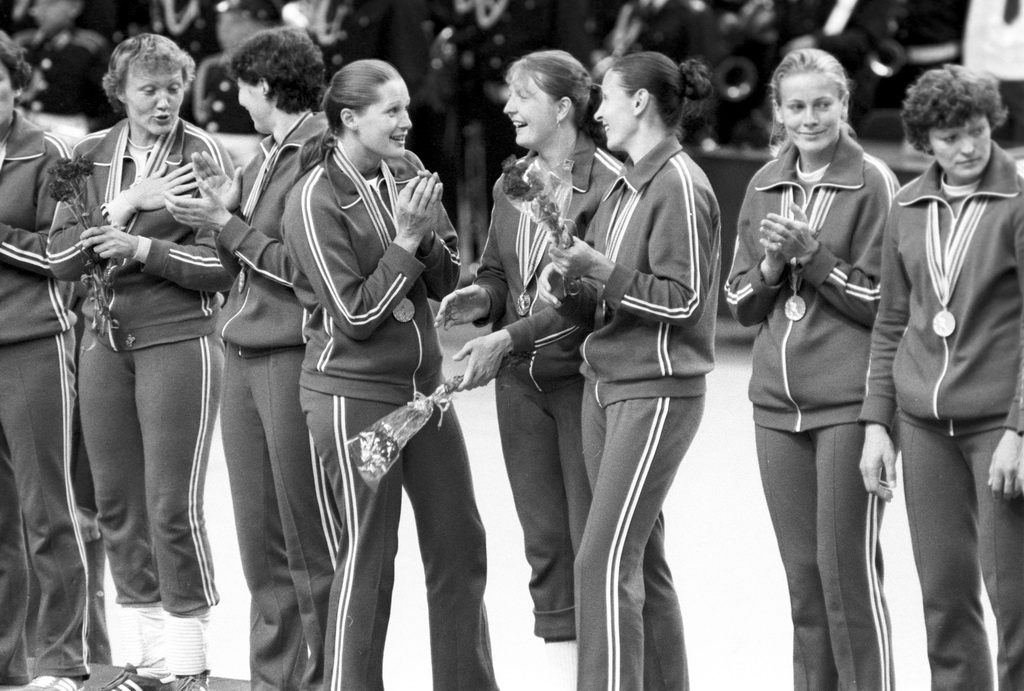
Équipe d'URSS recevant la médaille d'or aux Jeux olympiques d'été de 1980.

- Larissa Karlova
- Tatiana Kotchergina
- Valentina Loutaïeva
- Aldona Nenėnienė
- Lioubov Odinokova
- Irina Palchikova
- Lioudmyla Poradnyk
- Ioulia Safina
- Larissa Savkina
- Sigita Strečen
- Natalia Timochkina
- Zinaïda Tourtchina
- Olga Zoubareva

Sélectionneur
- Igor Tourtchyne

### Effectifchampion du monde 1982
- Natalia Gouskova (Anissimova)
- Marina Bazanova
- Tatiana Chalimova (Djandjgava) (GB)
- Olga Dedoussenko
- Nina Getsko (Lobova) (GB)
- Larissa Karlova
- Olga Kolomiets[3]
- Natalia Mitriouk (GB)
- Lioubov Odinokova (Berejnaïa)
- Irina Paltchikova
- Ioulia Safina
- Anelia Sagitova[réf. à confirmer]
- Sigita Strečen (en)
- Natalia Tsigankova (Lapitskaïa)
- Zinaïda Tourtchyna
- Olga Zoubareva

Sélectionneur
- Igor Tourtchyne

### Effectifchampion du monde 1986
- Natalia Mitriouk (GB)
- Irina Malko (GB)
- Tatiana Chalimova (Djandjgava) (GB)
- Larissa Karlova
- Svitlana Mankova (en)
- Zinaïda Tourtchyna
- Olha Semenova (en)
- Tamila Oleksiouk
- Marina Bazanova
- Natalia Kirtchik (Morskova)
- Evguenia Tovstogan
- Elena Gousseva (en)
- Natalia Tsygankova (Lapitskaïa)
- Svetlana Jichareva
- Elena Nemachkalo (en)

Sélectionneur
- Igor Tourtchine

### Effectiftroisième des JO 1988
- Natalia Anissimova
- Marina Bazanova
- Tatiana Djandjgava
- Elena Gousseva (en)
- Tatiana Gorb
- Larissa Karlova
- Natalia Lapitskaïa
- Svitlana Mankova (en)
- Natalia Mitriouk
- Natalia Morskova
- Elena Nemachkalo (en)
- Natalia Rousnatchenko
- Olha Semenova (en)
- Evguenia Tovstogan
- Zinaïda Tourtchyna

Sélectionneur
- Igor Tourtchyne

### Effectifchampion du monde 1990
- Svetlana Vidrina (ARD, 7 matchs, 50 buts)
- Natalia Morskova (ARG, 7 matchs, 41 buts)
- Elena Nemachkalo (en) (ALG, 7 matchs, 16 buts)
- Svetlana Priakhina (P, 7 matchs, 14 buts)
- Aušrelė Žukienė (ARG, 7 matchs, 12 buts)
- Marina Bazanova (ALD, 5 matchs, 11 buts)
- Galina Tian (7 matchs, 11 buts)
- Galina Onoprienko (DC, 7 matchs, 8 buts)
- Lioudmila Goudz (6 matchs, 7 buts)
- Vera Kholodnaïa (5 matchs, 4 buts)
- Svetlana Minevskaïa (1 matchs, 3 buts)
- Tamila Oleksiouk (4 matchs, 1 buts)
- Svetlana Bogdanova (GB, 7 matchs, 0 buts)
- Svetlana Rozintseva (ru) (GB, 7 matchs, 0 buts)

Sélectionneur
- Alexandre Tarassikov

### Effectiftroisième des JO 1992
- Natalia Anissimova
- Marina Bazanova
- Svetlana Bogdanova
- Galina Borzenkova
- Natalia Deriouguina
- Tatiana Djandjgava
- Lioudmila Goudz
- Tatiana Gorb
- Elena Gousseva (en)
- Larissa Kisseliova (en)
- Natalia Morskova
- Galina Onoprienko
- Svetlana Priakhina

Sélectionneur
- Alexandre Tarassikov (ru)

## Personnalités liées à la sélection

### Joueuses
Parmi les joueuses soviétiques qui se sont distinguées, on peut citer :
- Marina Bazanova, seule soviétique triple championne du monde ;
- Larissa Karlova, triple médaillée olympique, meilleure joueuse du mondial 1982 ;
- Tatiana Makarets (Kotchergina), meilleure buteuse du mondial 1975 ;
- Natalia Morskova (Kirtchik), meilleure joueuse et meilleure buteuse du mondial 1986, meilleure buteuse des JO 1992 ;
- Zinaïda Tourtchyna, sélectionnée entre 1965 et 1989, aurait disputé plus de 500 matchs.

### Sélectionneurs
Au moins trois sélectionneurs ont dirigé l'équipe nationale soviétique :
- Janis Grinbergas (de) : de 1956 à 1964
- Lazare Gourevitch (ru) et Sergueï Avanessov (ru) : de ? à 1971[4]
- Ihor Tourtchyne : de 1971[4] à 1989
- Alexandre Tarassikov (ru) : de 1990 à 1992